# Haplopharynx rostratus
Haplopharynx rostratus is een platworm (Platyhelminthes). De worm is tweeslachtig. De soort leeft in het zoute water.
Het geslacht Haplopharynx, waarin de platworm wordt geplaatst, wordt tot de familie Haplopharyngidae gerekend. De wetenschappelijke naam van de soort werd voor het eerst geldig gepubliceerd in 1938 door Meixner.